# 레 미제라블 (1934년 영화)
{{영화 정보
| 제목 = 레 미제라블
| 원제 = Les Miserables
| 국가 = 프랑스
| 그림 = 
| 그림설명 = 
| 장르 = 드라마
| 감독 = 레이몬드 버나드
| 제작 = 
| 원작 = 
| 각본 = 레이몬드 버나드
| 출연 = 아리 보르, 찰스 버넬
| 음악 = 
| 촬영 = 줄스 크루거
| 편집 = 
| 시간 = 289분(대략)
| 개봉 = 1934년 2월 9일
| 언어 = 프랑스어
}}
《레 미제라블》(Les Miserables)은 프랑스에서 제작된 레이몬드 버나드 감독의 1934년 드라마 영화이다. 아리 보르 등이 주연으로 출연하였다.

## 출연

### 주연
- 아리 보르
- 찰스 버넬

### 조연
- 맥스 디어리
- 진 세바이스
- 마거릿 모레노
- 에밀 주느부아
- 폴 아자이스
- 플로렐

## 기타
- 원작자: 빅토르 위고
- 조감독: 에릭 스테이시